# Lewis Neilson
Lewis Neilson, né le 15 mai 2003 à Dundee en Écosse, est un footballeur écossais qui joue au poste de défenseur central au Falkirk FC.

## Biographie

### En club
Né à Dundee en Écosse, Lewis Neilson est formé par l'un des clubs de sa ville natale, le Dundee United FC, qu'il rejoint à l'âge de dix ans. Il signe un premier contrat professionnel à l'été 2019 avant de prolonger son contrat le 10 mars 2020, le liant au club jusqu'en mai 2022.
Il joue son premier match en professionnel le 1er août 2020, lors de la première journée de la saison 2020-2021 de Scottish Premiership face au St Johnstone FC. Il est titularisé et les deux équipes se neutralisent (1-1 score final).
Le 9 juin 2022, Neilson signe en faveur de Heart of Midlothian. Il signe un contrat de trois ans, soit jusqu'en mai 2025.
Le 3 août 2023, Neilson est prêté au Partick Thistle FC pour la durée d'une saison.
Le 30 juillet 2024, Neilson rejoint le St Johnstone FC sous la forme d'un prêt d'une saison.

### En sélection
Lewis Neilson est convoqué pour la première fois avec l'équipe d'Écosse espoirs en septembre 2022 par le sélectionneur Scot Gemmill mais ne fait aucune apparition lors de ce rassemblement. Il joue son premier match avec les espoirs, le 26 mars 2023, lors d'un match amical contre le Pays de Galles. Il est titularisé et son équipe est battue par trois buts à zéro.